# 斯洛博達-亞爾圖什基夫西卡
48°58′33″N 27°30′20″E / 48.97583°N 27.50556°E
斯洛博達-亞爾圖什基夫西卡（烏克蘭語：Слобода-Ялтушківська），是烏克蘭的村落，位於該國西南部文尼察州，由日梅林卡區負責管轄，面積3.56平方公里，2001年人口864，人口密度每平方公里242.42人。